# Lloret tigre de Madarasz
El lloret tigre de Madarasz  (Psittacella madaraszi) és una espècie d'ocell de la família dels psitacúlids (Psittaculidae) que habita boscos de muntanya del centre i est de Nova Guinea.